# Hoya meliflua

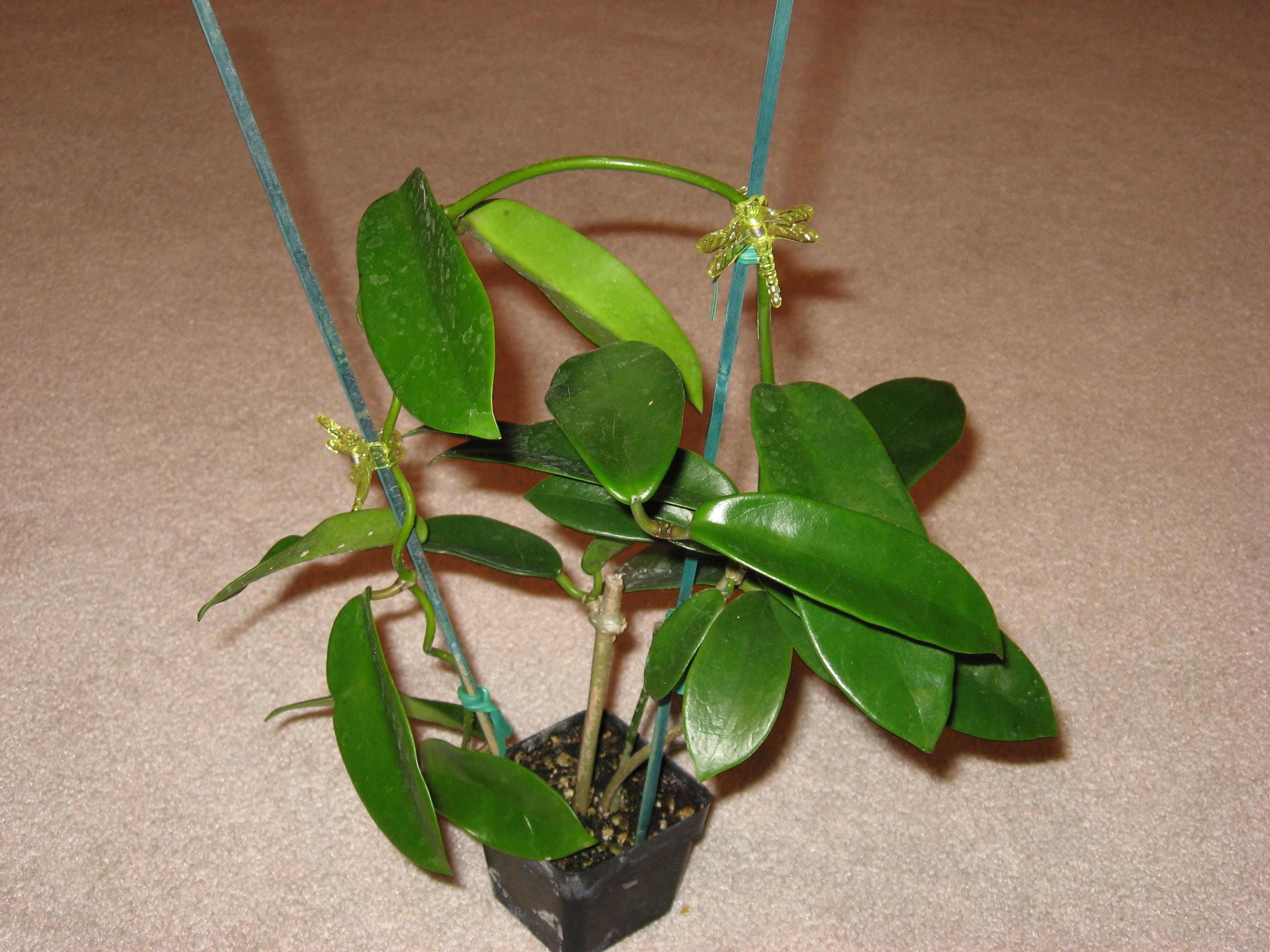
Vegetativer Habitus

Hoya meliflua ist eine Pflanzenart der Gattung der Wachsblumen (Hoya) aus der Unterfamilie der Seidenpflanzengewächse (Asclepiadoideae).

## Merkmale
Hoya meliflua ist eine ausdauernde, epiphytische, kletternde Pflanze mit 3 bis 4 m langen Trieben. Die Triebe sind verzweigt, etwas fleischig und kahl. Sie sind im Querschnitt rund und messen 5 mm im Durchmesser. Die Blätter sind gestielt, die Stiele sind 1,5 bis 2,5 cm lang, leicht fleischig bis sukkulent und kahl. Die Blattspreiten sind länglich-eiförmig, 9 bis 13 cm lang und 5 bis 6 cm breit. Sie sind lederig bis fleischig und auf Ober- und Unterseite kahl. Der Apex ist etwas stumpf oder auch spitz, die Basis keilförmig. Die Blattspreiten sind dunkelgrün mit einer glänzenden Oberfläche. Die Mittelrippe ist gut sichtbar und tritt erhaben hervor. Ansonsten ist keine Blattäderung erkennbar.
Der ballförmige Blütenstand besteht aus etwa 18 bis 22 Blüten. Der Blütenstandsstiel ist im Querschnitt rund und 6 bis 8 cm lang. Er ist fleischig und kahl. Die Blütenstiele sind dünn und 1 bis 2,5 cm lang. Die Kelchblätter sind breit eiförmig-länglich oder fast rund, 3 mm lang und kahl. Die lila bis purpurfarbene Blütenkrone ist knopfförmig mit einem Durchmesser von 15 mm. Die Kronblattzipfel sind breit dreieckig, 6 mm lang und innen dicht papillös bis dicht samtig behaart. Die kahle Nebenkrone hat einen Durchmesser von 7,5 mm. Die Zipfel der staminalen Nebenkrone sind breit elliptisch bis dreieckig. Der äußere weiße Fortsatz ist breit-eiförmig, in der Mitte etwas eingesenkt. Der dunkelpurpurne innere Fortsatz ist spitz und leicht aufsteigend. Der Griffelkopf ist konisch. Die Pollinien sind außen gekielt, die Caudiculae (Translatorarme) sind sehr kurz. Das Corpusculum ist spitz. Die Blüte produziert sehr viel dunklen Nektar, der von den Blüten tropft (Name!). Der Duft der Blüten ist süßlich.
Die spindelförmige Balgfrucht ist 12 cm lang und misst nur 7 mm im Querschnitt. Der Same ist im Umriss lanzettlich, flach, 6 mm lang und 1,5 mm breit. Der weiße Haarschopf misst 1,5 mm in der Länge.

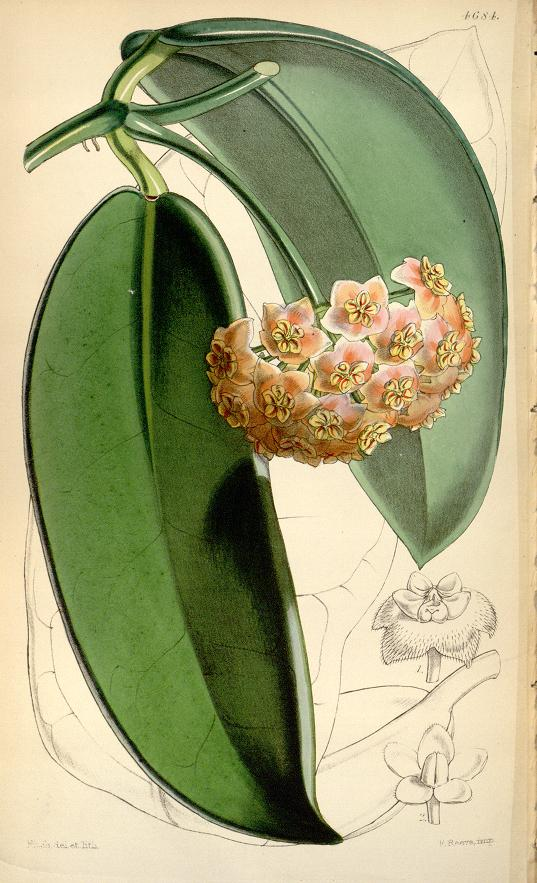
Hoya meliflua subsp. fraterna T.Green, Typus, aus Curtis Botanical Magazine, vol 78, 1852, Taf. 4684

## Geographische Verbreitung und Habitat
Die Art kommt auf den Inseln Luzon, Mindoro, Palawan, Negros, Leyte und Panay (Philippinen) sowie auf Borneo vor.

## Taxonomie
Hoya meliflua wurde 1838 von einem Geistlichen namens Francisco Manuel Blanco unter dem Basionym Stapelia meliflua erstmals beschrieben. Elmer Drew Merrill transferierte die Art in die Gattung Hoya. Synonyme sind Hoya luzonica Schlechter (1904) und Hoya treubiana Schlechter (1908). Derzeit werden fünf Unterarten unterschieden:
- Hoya meliflua subsp. meliflua
- Hoya meliflua subsp. breviora Kloppenb. (2018)[5]
- Hoya meliflua subsp. escobinae Kloppenb., Conda, Buot & Pitargue (2016)[6]
- Hoya meliflua subsp. fraterna T.Green (1995)[7]
- Hoya meliflua subsp. taytayensis Kloppenb. (2018)[8]